# 大森藤ノ
大森 藤ノ（おおもり ふじの）は、日本のライトノベル作家である。

## 経歴
小説投稿サイト「Arcadia」に投稿していた『ダンジョンに出会いを求めるのは間違っているだろうか』を『ファミリア・ミィス』に改題し、第4回GA文庫大賞に投稿。大賞を受賞したのち、タイトルを戻して書籍化してデビューした。

## 人物・エピソード
『ダンジョンに出会いを求めるのは間違っているだろうか』で主役のベル・クラネル役を務めた声優の松岡禎丞とは、食事にいったりLINEでやり取りをする間柄であり、松岡はゲーム収録などでセリフのニュアンスがつかみにくい時に、LINEで先生に確認が取れる関係であるため心強いという。

## 作品リスト

### 小説
- ダンジョンに出会いを求めるのは間違っているだろうか[2]（『GA文庫』、SBクリエイティブ、イラスト：ヤスダスズヒト、既刊20巻）
- ダンジョンに出会いを求めるのは間違っているだろうか 外伝 ソード・オラトリア（『GA文庫』、SBクリエイティブ、イラスト：はいむらきよたか、キャラクター原案：ヤスダスズヒト、既刊15巻）
- ダンジョンに出会いを求めるのは間違っているだろうか ファミリアクロニクル（『GA文庫』、SBクリエイティブ、イラスト：ニリツ、キャラクター原案：ヤスダスズヒト、既刊3巻）

#### アンソロジー所収
- デート・ア・ライブ アナザールート（『富士見ファンタジア文庫』、KADOKAWA、原作：橘公司、イラスト：つなこ、全1巻） - 「六喰トゥルールート」収録

### 漫画原作
- ダンジョンに出会いを求めるのは間違っているだろうか（漫画：九二枝、キャラクター原案：ヤスダスズヒト、『ヤングガンガン』、スクウェア・エニックス）
- ダンジョンに出会いを求めるのは間違っているだろうか 外伝 ソード・オラトリア（漫画：矢樹貴、キャラクター原案：はいむらきよたか/ヤスダスズヒト、『月刊ガンガンJOKER』、スクウェア・エニックス）
- ダンジョンに出会いを求めるのは間違っているだろうか ファミリアクロニクル episodeリュー（漫画：桃山ひなせ、原作イラスト：ニリツ、キャラクター原案：ヤスダスズヒト、『ガンガンONLINE』、スクウェア・エニックス）
- ダンジョンに出会いを求めるのは間違っているだろうか ファミリアクロニクル episodeフレイヤ（漫画：桃山ひなせ、原作イラスト：ニリツ、キャラクター原案：ヤスダスズヒト、『マンガUP!』、スクウェア・エニックス[3]）
- 杖と剣のウィストリア（漫画：青井聖、『別冊少年マガジン』、講談社[4]、既刊13巻）